# Markenrecht
Das Markenrecht ist ein Bestandteil des Kennzeichenrechtes, das Bezeichnungen von Produkten im geschäftlichen Verkehr schützen soll. Das Kennzeichenrecht gehört seinerseits zum gewerblichen Rechtsschutz.

## Rechtslage in einzelnen Staaten
- Volksrepublik China: Markenrecht (Volksrepublik China)
- Deutschland: Markenrecht (Deutschland)